# Nordendorfspænderne
Nordendorfspænderne eller Nordendorf fibulaerne er to alamanske fibulaer (fibler), en type bøjet dekoreret spænde (minder om en sikkerhedsnål) som blev fundet i Nordendorf i nærheden af Augsburg i Bayern, Tyskland. De er dateret til ca. 600–650 e.Kr. Udover spændernes kunstneriske og håndværksmæssige værdi har de betydning på grund af en runeinskription som gør dem til en af de ganske få kilder, der beskriver sydgermansk trosforestillinger af germansk religion.
Inskription indeholder gudenavnene Wodan (Odin), alamannernes øverste gud, og Donar (Thor), tordenguden, i den følgende inskription i skrevet med runer fra det ældre futhark-alfabet:
logaþorewodanwigiþonar
Det har blevet fortolket som:
Logaþore Wodan Wigiþonar

## Logaþore
Det virker sandsynligt at logaþore er navnet på en anden gud, og således henleder til en guddommelige triade, men det er ingen oplagt identifikation i bevarede kilder i henhold til sydgermansk mytologi som vi kender. Logaþore kan da enten være en helt lokal gud, eller noget helt andet. Både Lodur og Loke er dog blevet foreslået, men den etymologiske begrundelsen er spinkel eller spekulativ.
Den tyske forsker Klaus Düwel har fortolket logaþore som "magiker, troldmand" og har foreslået oversættelsen "Wodan og Donar er magikere/troldmænd", som kan indikere en tidlig kristen beskyttelse mod gamle guder, eller, på den anden side, være en påkaldelse af gudernes gavnlig eller helsebringende magt af en tilhænger af den gamle tro.